# Ян Матоушек
Ян Матоушек (чеськ. Jan Matoušek, нар. 9 травня 1998) — чеський футболіст, півзахисник і нападник клубу «Славія» і молодіжної збірної Чехії.

## Клубна кар'єра
Народився 9 травня 1998 року. Вихованець футбольної школи клубу «Пршибрам». Дорослу футбольну кар'єру розпочав 2017 року в основній команді того ж клубу, в якій протягом сезону забив 11 матчів у 24 іграх чемпіонату, чим допоміг команді, що виступала у другій лізі вибороти підвищення у класі. 
У вищому дивізіоні країни в сезоні 2018/19 швидко довів, що може ефективно діяти в атаці і на цьому рівні. Після «дубля» у ворота «Богеміанс 1905» у другому турі чемпіонату його контракт викупив вице-чемпіон країни, празька «Славія». Сума трансфера склала 40 мільйонів крон (1,6 мільйонів євро), що зробило перехід молодого атакувального гравця найдорожчим трансфером між чеськими клубами.
За умовами угоди про перехід до «Славії» Матоушек мав продовжити виступи за «Пршибрам» на умовах оренди до січня 2019 року, утім невдовзі зазнав травми, після якої завчасно перебрався до празького клубу і, відновившись, почав виступи у його складі.

## Виступи за збірну
З 2018 року залучається до складу молодіжної збірної Чехії.

## Статистика виступів

### Статистика клубних виступів
Станом на 5 вересня 2018 року
| Сезон             | Команда           | Чемпіонат         | Чемпіонат | Чемпіонат | Національний кубок | Національний кубок | Національний кубок | Континентальні кубки | Континентальні кубки | Континентальні кубки | Інші змагання | Інші змагання | Інші змагання | Усього | Усього | Усього |
| Сезон             | Команда           | Ліга              | Ігор      | Голів     | Ліга               | Ігор               | Голів              | Ліга                 | Ігор                 | Голів                | Ліга          | Ігор          | Голів         | Ігор   | Голів  |        |
| ----------------- | ----------------- | ----------------- | --------- | --------- | ------------------ | ------------------ | ------------------ | -------------------- | -------------------- | -------------------- | ------------- | ------------- | ------------- | ------ | ------ | ------ |
| 2017–18           | «Пршибрам»        | 2Л                | 24        | 11        | КЧ                 | 1                  | 0                  |                      | -                    | -                    |               | -             | -             | 25     | 11     |        |
| 2018–19           | «Пршибрам»        | 1Л                | 7         | 4         | КЧ                 | 0                  | 0                  |                      | -                    | -                    |               | -             | -             | 7      | 4      |        |
| Усього за кар'єру | Усього за кар'єру | Усього за кар'єру | 31        | 15        |                    | 1                  | 0                  |                      | -                    | -                    |               | -             | -             | 32     | 15     |        |